# 貝爾角 (哈拉爾王子海岸)
69°46′S 39°4′E / 69.767°S 39.067°E
貝爾角，是南極洲的海岬，位於毛德皇后地的哈拉爾王子海岸，處於倫德瓦格斯山以北7公里的呂佐夫-霍爾姆灣東南岸，根據挪威探險隊拍攝的空中照片繪入地圖，現時由南極條約體系管理。